# Gabriel Arroyo
Gabriel Arroyo (ur. 3 marca 1977 w Buenos Aires) – argentyński siatkarz, grający na pozycji środkowego, reprezentant Argentyny. Od sezonu 2017/2018 występuje w drużynie Personal Bolívar.

## Kariera klubowa
Gabriel Arroyo karierę sportową rozpoczynał w argentyńskim klubie Vélez Sarsfield. Przed sezonem 2005/2006 trafił do innego argentyńskiego zespołu występującego w najwyższej klasie rozgrywkowej - Club Ciudad de Bolívar. Już w pierwszym sezonie wraz z klubem sięgnął po mistrzostwo i puchar ligi argentyńskiej. W kolejnych 3 sezonach zespołowi, w którym występował G. Arroyo, udało się powtórzyć sukces. W roku 2010 wraz z klubem sięgnął po klubowe mistrzostwo Ameryki Południowej, co pozwoliło mu wystąpić w tym samym roku na klubowych mistrzostwach świata osiągając półfinał imprezy. W sezonach 2010/2011 oraz 2011/2012 nie udało mu się powtórzyć sukcesów z zespołem.

## Kariera reprezentacyjna
Gabriel Arroyo zadebiutował w reprezentacji w oficjalnych rozgrywkach w roku 2009, gdy został powołany do kadry na Ligę Światową. W rozgrywkach Ligi Światowej uczestniczył również w latach 2010, 2011   oraz 2012. Został powołany do kadry na Igrzyska Olimpijskie 2012 odbywające się w Londynie.

## Sukcesy klubowe
Mistrzostwo Argentyny:
- 2007, 2008, 2009, 2010, 2019
- 2011, 2018
- 2002, 2006, 2012, 2013

Puchar ACLAV:
- 2006, 2007, 2008, 2009

Klubowe Mistrzostwa Ameryki Południowej:
- 2010

Puchar Mistrza:
- 2012

## Sukcesy reprezentacyjne
Mistrzostwa Ameryki Południowej:
- 2009

Memoriał Huberta Jerzego Wagnera:
- 2012